# Una estada en el silenci
"Una estada en el silenci" (títol original en anglès "Where Silence Has Lease") és el segon episodi de la segona temporada de la sèrie de televisió de ciència-ficció estatunidenca Star Trek: La nova generació, i el 28è de tota la sèrie, que es va emetre originalment el 28 de novembre de 1988, en redifusió als Estats Units. Fou dirigit per Winrich Kolbe, i el guió fou escrit per Jack B. Sowards.
Ambientada al segle XXIV, la sèrie segueix les aventures de la tripulació de la nau de la Flota Estel·lar de la Federació Enterprise-D. En aquest episodi, l' Enterprise queda embolcallada per un buit a l'espai on la tripulació és provada per una poderosa presència alienígena.

## Argument
Mentre es troba en una missió cartogràfica, la nau estel·lar de la Federació Enterprise, sota el comandament del capità Jean-Luc Picard, descobreix una zona de foscor pura a l'espai; les sondes llançades a la zona simplement desapareixen. A mesura que s'apropen contínuament per estudiar-la més, la zona s'expandeix i aviat embolcalla l' Enterprise, deixant-los en un buit negre amb sensors que no informen res a l'exterior. Picard ordena que la nau torni, però descobreixen que no poden escapar. Deixen una balisa estacionària darrere d'ells, només per reaparèixer davant d'ells.
Una au de guerra romulana sobtadament es descamufla davant de la nau i ataca. Picard ordena a la tripulació que torni el foc; destrueixen l'au de guerra, però Picard sospita de la facilitat amb què això passa. Aleshores, la tripulació detecta el que sembla ser la seva nau germaba, l'USS Yamato, que s'apropa a ells, però no respon a les salutacions. El comandant Riker i el tinent Worf es dirigeix a buscar la nau, la troben buida amb diverses inconsistències en la seva construcció, incloent-hi bucles físics més aparentment impossibles. L' "Enterprise" detecta llavors una sortida de la foscor, però no pot traslladar a la nau l'equip per recuperar-los abans que l'obertura desaparegui. El Yamato comença a desaparèixer, però l' Enterprise és capaç de fer arribar Riker i Worf just a temps. Més obertures apareixen en la foscor, cadascuna tancant-se tan bon punt l' Enterprise s'hi acosta. Picard s'adona que estan sent manipulats i ordena aturar.
De sobte, una entitat amb una cara distorsionada, gairebé infantil com a resultat d'haver intentat semblar humanoide, apareix al buit, fent-se dir Nagilum. Anuncia la seva curiositat pels humans i la seva "existència limitada" i vol provar els límits del cos humà. Fa que l'alferes Haskell experimenti convulsions violentes i després cau a terra, mort. Aleshores, Nagilum afirma que vol saber-ho tot sobre la mort, afirmant distretament que li caldria entre un terç i la meitat de la tripulació de l'Enterprise per completar els seus experiments. Picard decideix activar la seqüència d'autodestrucció de la nau en lloc de sotmetre's als capritxos de Nagilum. Mentre la tripulació es prepara per al seu final, Picard és provat de nou per Nagilum a través del comportament peculiar que mostren els doppelgängers de la consellera Troi i el tinent comandant Data, tots dos qüestionant l'ordre d'autodestrucció. Quan aquests facsímils desapareixen i el compte enrere s'acosta a zero, el buit s'esvaeix de sobte, deixant l' Enterprise a l'espai normal. Picard ordena a la nau que s'allunyi a gran velocitat, però cancel·la l'autodestrucció només després que estar segur que són realment lliures.
Mentre l' "Enterprise" continua en la seva missió, Picard es troba amb la cara de Nagilum a l'ordinador de la seva sala preparada. Nagilum ofereix la seva avaluació de la humanitat, criticant les falles de l'espècie i afirmant que no tenen res en comú amb la seva espècie. Picard no està d'acord, assenyalant que la seva trobada recent mostra que ambdues espècies són curioses, una afirmació lògica que Nagilum concedeix abans de desaparèixer.

## Repartiment i doblatge al català
La sèrie va ser doblada al català pels estudis Tramontana (primera part) i Soundtrack (segona part) i emesa a TV3 l’any 1991. Els dobladors de l'episodi foren:

 Naguilum

| Personatge           | Actor/actriu     | Veu en català    |
| -------------------- | ---------------- | ---------------- |
| Jean-Luc Picard      | Patrick Stewart  | Joan Crosas      |
| William Riker        | Jonathan Frakes  | Antoni Forteza   |
| Data                 | Brent Spinner    | Joaquim Sota     |
| Geordi La Forge      | LeVar Burton     | Aleix Estadella  |
| Worf                 | Michael Dorn     | Enric Arquimbau  |
| Katherine Pulaski    | Diana Muldaur    | Núria Cugat      |
| Deanna Troi          | Marina Sirtis    | Victòria Pagès   |
| Wesley Crusher       | Will Wheaton     | Roger Pera       |
| Earl Boen            | Félix Benito     |                  |
| Haskell              | Charles Douglass | Joan Pera        |
| Cap de transportador | Colm Meaney      | Xavier Fernàndez |

## Sobre l'episodi
- El personatge de Nagilum s'anomenava originalment "Nagillum", en honor a l'actor Richard Mulligan, a qui el coproductor executiu de la sèrie, Maurice Hurley, originalment volia en el paper. "Nagillum" és "Mulligan" escrit al revés.[3]
- Quan els doppelgängers de Troi i Data s'acosten a Picard, està escoltant una de les composicions d'Erik Satie, Gymnopédie No. 1 (1888).
- El títol de l'episodi és de l'última estrofa d'un poema de 1907,  "The Spell of the Yukon" de Robert W. Service.

## Recepció
The A.V. Club va comparar l'episodi amb l'original Star Trek —"és de tornada als éssers semblants a Déu i a la narració d'històries entre la tecnologia indistingible de la màgia" — i va tenir sentiments contradictoris sobre l'episodi donant un nou gir a les idees conegudes. Tor.com la va puntuar un 4 sobre 10. Den of Geek va recomanar l'episodi, "No sols perquè sigui un episodi molt de Star Trek, sinó perquè està ple de moments divertits de personatges i una direcció interessant."
El 2018, CBR va classificar Nagilum com un personatge fort per a Star Trek; en particular, observen com enganya, però també causa problemes a la tripulació de l' Enterprise 1701-D. També es va assenyalar l'aparició de l'USS Yamato. (El Yamato i l'Enterprise 1701-D són ambdues naus de classe Galaxy).
El 2020, Screen Rant va assenyalar això com un episodi aterridor de Star Trek, explicant: "... el públic va ser sotmès a estrès psicològic en aquest episodi de la temporada 2."